# Nati nel 1738
| Questa pagina contiene informazioni ricavate automaticamente dalle voci biografiche con l'ausilio del template Bio e di un bot. L'aggiornamento è periodico e automatico e ricostruisce completamente la pagina. Se manca una persona in questa lista, sei pregato di non aggiungerla, ma accertati piuttosto che la sua voce biografica contenga il template Bio e che i dati anagrafici siano correttamente compilati. Se il template Bio manca, inseriscilo tu stesso o, in alternativa, metti l'avviso {{tmp\|Bio}} che ne segnala la mancanza. Se i dati riportati sono sbagliati, correggi direttamente la voce biografica; le modifiche saranno visibili in questa lista entro pochi giorni. Per chiarimenti vedi il progetto biografie. La lista contiene solo le 137 persone che sono citate nell'enciclopedia e per le quali è stato implementato correttamente il template Bio. Pagina aggiornata al 26 lug 2025. |

## Gennaio(3)
- 1º gennaio - John Walter, imprenditore britannico († 1812)
- 10 gennaio - Ethan Allen, generale statunitense († 1789)
- 20 gennaio - Ippolito Antonio Vincenti Mareri, cardinale e arcivescovo cattolico italiano († 1811)

## Febbraio(8)
- 6 febbraio - Pierre Joseph Desault, chirurgo francese († 1795)
- 12 febbraio - Alfonso Turconi, politico italiano († 1805)
- 13 febbraio - Filippo Quattrocchi, scultore italiano († 1813)
- 19 febbraio - Serafino Vitale, vescovo cattolico italiano († 1801)
- 21 febbraio - Franz Ludwig von Cancrin, mineralogista, architetto e scienziato tedesco († 1816)
- 23 febbraio - Stefano Bonsignori, vescovo cattolico e teologo italiano († 1826)
- 27 febbraio - Francesco d'Aquino, principe di Caramanico, politico e diplomatico italiano († 1795)
- 27 febbraio - Ivan Sergeevič Barjatinskij, diplomatico russo († 1811)

## Marzo(8)
- 1º marzo - Francesco Moncada Branciforte, nobile, politico e diplomatico italiano († 1798)
- 11 marzo - Abdul Jalil Muazzam Shah di Johor, sovrano malese († 1761)
- 15 marzo - Cesare Beccaria, giurista, filosofo e economista italiano († 1794)
- 15 marzo - Jean-Baptiste Le Paon, pittore e militare francese († 1785)
- 15 marzo - Henri de Pontevès-Gien, militare e marinaio francese († 1790)
- 16 marzo - Giuseppe Fontanelli, fantino italiano
- 19 marzo - Túpac Amaru II, rivoluzionario peruviano († 1781)
- 19 marzo - Antonio Maria Gardini, vescovo cattolico italiano († 1800)

## Aprile(8)
- 1º aprile - Juraj Papánek, storico e presbitero slovacco († 1802)
- 5 aprile - Juan Vicente de Güemes Padilla Horcasitas y Aguayo, generale spagnolo († 1799)
- 11 aprile - Antonio I Esterházy, principe († 1794)
- 14 aprile - William Henry Cavendish-Bentinck, III duca di Portland, nobile e politico britannico († 1809)
- 17 aprile - Francesco Caetani, XI duca di Sermoneta, nobile e mecenate italiano († 1810)
- 22 aprile - Anna Elisabetta Luisa di Brandeburgo-Schwedt, nobile († 1820)
- 23 aprile - Federico Augusto di Nassau-Usingen, duca († 1816)
- 30 aprile - Maria Wilhelmina von Neipperg, nobildonna tedesca († 1775)

## Maggio(9)
- 5 maggio - Adolfo Federico IV di Meclemburgo-Strelitz, nobile († 1794)
- 6 maggio - Charles-Daniel de Meuron, mercenario svizzero († 1806)
- 8 maggio - Michail Fedotovič Kamenskij, generale russo († 1809)
- 9 maggio - John Wolcot, poeta britannico († 1819)
- 13 maggio - Ernst Gottfried Baldinger, entomologo e botanico tedesco († 1804)
- 27 maggio - Bonaventura Furlanetto, compositore italiano († 1817)
- 28 maggio - Tristram Dalton, politico statunitense († 1817)
- 28 maggio - Joseph-Ignace Guillotin, medico e politico francese († 1814)
- 31 maggio - Johann Timotheus Hermes, scrittore tedesco († 1821)

## Giugno(12)
- 3 giugno - Friedrich Adolf Riedesel, generale tedesco († 1800)
- 3 giugno - Pierre Vachon, compositore francese († 1803)
- 4 giugno - Giorgio III del Regno Unito, sovrano inglese († 1820)
- 6 giugno - Pietro Marco Zaguri, vescovo cattolico italiano († 1810)
- 10 giugno - Hubert Maurer, pittore austriaco († 1818)
- 11 giugno - Christophe-Philippe Oberkampf, imprenditore francese († 1815)
- 12 giugno - Peter Vitus von Quosdanovich, feldmaresciallo austriaco († 1802)
- 13 giugno - Giuseppe Cerutti, scrittore, gesuita e politico francese († 1792)
- 16 giugno - Mary Katherine Goddard, editrice statunitense († 1816)
- 18 giugno - Johann Joseph Wilczek, militare austriaco († 1819)
- 22 giugno - Jacques Delille, poeta e traduttore francese († 1813)
- 27 giugno - Carlo Mazza, presbitero italiano († 1808)

## Luglio(9)
- 1º luglio - Charles Louis François de Paule de Barentin, politico francese († 1819)
- 2 luglio - Charles Pierre Claret de Fleurieu, ufficiale, oceanografo e politico francese († 1810)
- 3 luglio - John Singleton Copley, pittore statunitense († 1815)
- 7 luglio - César-Guillaume de La Luzerne, cardinale e vescovo cattolico francese († 1821)
- 11 luglio - Alberto di Sassonia-Teschen, principe tedesco († 1822)
- 15 luglio - Jacques-André Naigeon, letterato, enciclopedista e editore francese († 1810)
- 19 luglio - Johann Karl Theodor von Brabeck, vescovo cattolico e abate tedesco († 1794)
- 24 luglio - Betje Wolff, scrittrice olandese († 1804)
- 25 luglio - Giacomo Amoretti, incisore e orologiaio italiano († 1820)

## Agosto(7)
- 1º agosto - Jacques François Dugommier, generale francese († 1794)
- 14 agosto - Leopold Hofmann, compositore austriaco († 1793)
- 16 agosto - Virginio Bracci, scultore italiano († 1815)
- 16 agosto - Anton Wilhelm von L'Estocq, generale prussiano († 1815)
- 19 agosto - Antonio Cerati, scrittore e filologo italiano († 1816)
- 20 agosto - Charles François Bicquilley, militare, filosofo e matematico francese († 1814)
- 25 agosto - Giovanni Battista Borghi, compositore italiano († 1796)

## Settembre(7)
- 1º settembre - Antonio Jerocades, abate, patriota e poeta italiano († 1803)
- 7 settembre - Agustín Ayestarán Landa, vescovo cattolico spagnolo († 1804)
- 11 settembre - William Craven, VI barone Craven, nobile inglese († 1791)
- 15 settembre - Annibale Mariotti, medico e poeta italiano († 1801)
- 20 settembre - Václav Norbert Brixi, compositore e organista ceco († 1803)
- 21 settembre - Michelangelo Cambiaso, doge e politico († 1813)
- 28 settembre - Felipe Scío Riaza, vescovo cattolico spagnolo († 1796)

## Ottobre(16)
- 2 ottobre - Giovanni Antonio Fontana, architetto italiano († 1803)
- 4 ottobre - Madame de Montesson, nobildonna francese († 1806)
- 6 ottobre - Maria Anna d'Asburgo-Lorena, badessa († 1789)
- 6 ottobre - Charles-Joseph Mathon de la Cour, matematico francese († 1793)
- 7 ottobre - Giovanni Battista Mengardi, pittore e restauratore italiano († 1796)
- 10 ottobre - Benjamin West, pittore statunitense († 1820)
- 11 ottobre - Filippo Maria Gherardeschi, compositore e pianista italiano († 1808)
- 11 ottobre - Arthur Phillip, ammiraglio inglese († 1814)
- 18 ottobre - Alfonso Longo, abate italiano († 1804)
- 18 ottobre - Paul-Edme Crublier de Saint-Cyran, militare e matematico francese († 1793)
- 18 ottobre - Michele de Jorio, giurista, avvocato e magistrato italiano († 1806)
- 19 ottobre - Agostino Verani, pittore italiano († 1813)
- 27 ottobre - Hugo Damian Erwein von Schönborn-Wiesentheid, nobile e politico tedesco († 1817)
- 30 ottobre - Jean-Marie du Lau d'Alleman, arcivescovo cattolico francese († 1792)
- 30 ottobre - Jacques Nicolas Fleuriot de La Fleuriais, generale francese († 1824)
- 31 ottobre - Girolamo Enrico Beltramini-Miazzi, vescovo cattolico italiano († 1779)

## Novembre(11)
- 1º novembre - Luigi Cerretti, poeta, scrittore e politico italiano († 1808)
- 11 novembre - Francesco Vigilio Barbacovi, giurista italiano († 1825)
- 11 novembre - Jean-Jacques-François Le Barbier, pittore francese († 1826)
- 13 novembre - Christian Adolph Klotz, filologo classico tedesco († 1771)
- 13 novembre - Giuseppe Maggiolini, ebanista italiano († 1814)
- 15 novembre - William Herschel, astronomo, fisico e compositore tedesco († 1822)
- 25 novembre - Thomas Abbt, matematico e filosofo tedesco († 1766)
- 25 novembre - Joseph-François Marie, matematico e abate francese († 1801)
- 27 novembre - Raphaël de Casabianca, generale e politico francese († 1825)
- 28 novembre - Giacinto Dragonetti, giurista e scrittore italiano († 1818)
- 30 novembre - Thomas Robinson, II barone Grantham, politico inglese († 1786)

## Dicembre(10)
- 2 dicembre - Richard Montgomery, generale irlandese († 1775)
- 14 dicembre - Jan Antonín Koželuh, compositore ceco († 1814)
- 15 dicembre - Pëtr Michajlovič Golicyn, generale e principe russo († 1775)
- 19 dicembre - Christian Wink, pittore tedesco († 1797)
- 20 dicembre - Claude Michel, scultore francese († 1814)
- 21 dicembre - Victor Amédée de La Fage, politico francese († 1801)
- 22 dicembre - Maurice Duplay, imprenditore e rivoluzionario francese († 1820)
- 26 dicembre - Thomas Nelson Jr., politico statunitense († 1789)
- 31 dicembre - Charles Cornwallis, I marchese Cornwallis, generale, nobile e politico britannico († 1805)
- 31 dicembre - Jean Hermann, medico e naturalista francese († 1800)

## Senza giorno specificato(29)
- Etteilla, esoterista francese († 1791)
- Carlo Besozzi, oboista e compositore italiano († 1791)
- Anna Bon, compositrice e cantante italiana
- Antonio Boroni, compositore italiano († 1792)
- Filippo Castelli, architetto italiano
- Giuseppe Cerini, letterato e giurista italiano († 1779)
- Richard Chandler, archeologo e grecista britannico († 1810)
- Esprit-Joseph Chaudon, bibliografo e scrittore francese († 1800)
- George Clavering-Cowper, III conte Cowper, nobile e politico inglese († 1789)
- Michelangelo Alessandro Colli-Marchini, generale e diplomatico italiano († 1808)
- Heinrich von Crumpipen, politico, diplomatico e nobile belga († 1811)
- James Dickson, botanico e micologo scozzese († 1822)
- Francesco Fedeli detto il Maggiotto, pittore e fisico italiano († 1805)
- Francesco Frapolli, medico italiano († 1773)
- Giuseppe Frari, medico e epidemiologo italiano († 1801)
- Antonio Gaidon, architetto, urbanista e naturalista italiano († 1829)
- Francesco Gori Gandellini, critico d'arte italiano († 1784)
- Franz Joseph Hermann, pittore tedesco († 1806)
- Matvej Fëdorovič Kazakov, architetto russo († 1812)
- Krikor Bedros V Kupelian († 1812)
- Michail Dmitrievič Levašov, navigatore e esploratore russo
- Antonia Lodron, nobile austriaco († 1780)
- Gregorio Morlaiter, scultore italiano († 1784)
- Lobsang Palden Yeshe, monaco buddhista tibetano († 1780)
- John Palmer, architetto britannico († 1817)
- Raya Raghunatha Tondaiman, indiano († 1789)
- Pietro Rossi, medico e zoologo italiano († 1804)
- Stephan Schönwisner, gesuita, storico e numismatico ungherese († 1818)
- Peter Karl Ott von Bátorkéz, militare ungherese († 1809)